# Etaxalus
Etaxalus – rodzaj chrząszczy z rodziny kózkowatych i podrodziny zgrzypikowych. 

## Zasięg występowania
Przedstawiciele tego rodzaju występują w Indonezji, na Nowej Gwinei oraz w Australii.

## Systematyka
Do Etaxalus należy 5 gatunków:
- Etaxalus granulipennis
- Etaxalus iliacus
- Etaxalus laterialbus
- Etaxalus marmoratus
- Etaxalus rotundipennis